# Wolves Within
Wolves Within è il quarto album in studio del gruppo metalcore statunitense After the Burial, pubblicato nel 2013.

## Tracce
1. Anti-Pattern – 3:27
2. Of Fearful Men – 4:25
3. Pennyweight – 4:54
4. Disconnect – 5:58
5. Nine Summers – 4:56
6. Virga – 4:14
7. Neo Seoul – 3:58
8. Parise – 4:25
9. A Wolf Amongst Ravens – 5:08